# Єгоров Анатолій Григорович
Анатолій Григорович Єгоров (нар. 25 жовтня 1920, місто Скопин, тепер Рязанської області, Російська Федерація — 15 лютого 1997, місто Москва) — радянський партійний і державний діяч, філософ, головний редактор журналу «Коммунист», директор Інституту марксизму-ленінізму при ЦК КПРС. Член Центральної Ревізійної комісії КПРС у 1961—1966 роках. Кандидат у члени ЦК КПРС у 1966—1976 роках. Член ЦК КПРС у 1976—1989 роках. Депутат Верховної Ради СРСР 9—11-го скликань. Доктор філософських наук (1959), професор. Дійсний член Академії наук СРСР (з 26.11.1974, член-кореспондент з 29.06.1962). Іноземний член Чехословацької Академії наук (1982).

## Життєпис
Народився в родині службовця. У 1937 році закінчив з відзнакою середню школу № 3 міста Рязані. Трудову діяльність розпочав у 1938 році літературним співробітником рязанської обласної газети.
У 1938—1941 роках — студент факультету мови та літератури Московського державного педагогічного інституту імені Карла Лібкнехта, викладач російської мови та літератури.
У Червоній армії з 1941 по 1946 рік. Учасник німецько-радянської війни. З серпня по листопад 1941 року служив на Західному фронті, де був поранений і контужений. Потім був курсантом військового училища. З січня по червень 1943 року — на Південно-Західному фронті, з жовтня 1943 року — на Воронезькому і 1-му Прибалтійському фронтах. Служив ад'ютантом мінометного батальйону 8-ї гвардійської механізованої бригади 3-го гвардійського механізованого корпусу, командиром батареї, помічником начальника і начальником штабу військової частини, гвардії капітан. У 1945 році був учасником радянсько-японської війни.
Член ВКП(б) з 1944 року.
У 1946—1948 роках — викладач Владивостоцького педагогічного інституту.
У 1948—1952 роках — навчання в аспірантурі при Інституті філософії Академії наук СРСР.
У 1952—1956 роках — консультант, заступник редактора, редактор відділу журналу «Коммунист».
У 1956—1961 роках — головний редактор журналу «В помощь политическому самообразованию» («Политическое самообразование»).
У 1961—1965 роках — завідувач підвідділу друку і видавництв, заступник завідувача відділу агітації та пропаганди ЦК КПРС.
У грудні 1965 — січні 1974 року — головний редактор журналу «Коммунист».
У січні 1974 — 1987 року — директор Інституту марксизму-ленінізму при ЦК КПРС.
У 1975—1988 роках — академік-секретар відділення філософії та права Академії наук СРСР. Президент Радянської естетичної асоціації.
У 1988—1991 роках — радник Президії Академії наук СРСР.
Помер 15 лютого 1997 року. Похований в Москві на Кунцевському цвинтарі.

## Основні праці
- «Мистецтво і суспільне життя» (1959)
- «Про реакційну сутність сучасної буржуазної естетики» (1961)
- «Проблеми естетики» (1973, 2-е вид. 1977)

## Нагороди і звання
- орден Леніна
- орден Жовтневої Революції
- орден Вітчизняної війни І ст. (1944)
- два ордени Вітчизняної війни ІІ ст. (1943, 1985)
- два ордени Трудового Червоного Прапора (1962, 1970)
- медаль «За перемогу над Німеччиною у Великій Вітчизняній війні 1941—1945 рр.»
- медаль «За перемогу над Японією»
- медалі
- Ленінська премія (1982)
- Національна премія Німецької Демократичної Республіки (1981).